# Fighter (film, 2024)
Pour les articles homonymes, voir Fighter.
Pour plus de détails, voir Fiche technique et Distribution.
Fighter est un thriller d'aventures indien réalisée par Siddharth Anand, sorti en 2024.

## Fiche technique
Sauf indication contraire, les informations mentionnées dans cette section peuvent être confirmées par les bases de données cinématographiques IMDb et Allociné,  présentes dans la section « Liens externes ».
- Titre original : Fighter
- Réalisation : Siddharth Anand
- Scénario : Ramon Chibb, Siddharth Anand, Abbas Dalal, Hussain Dalal et Biswapati Sarkar
- Musique : Vishal Dadlani et Shekhar Ravjiani
- Décors :
- Costumes : Niharika Jolly
- Photographie : Satchith Paulose
- Son : Ganesh Gangadharan
- Montage : Aarif Sheikh
- Production : Siddharth Anand, Mamta Bhatia, Ramon Chibb et Anku Pande
  - Production déléguée : Amreesh Manjrekar
  - Production exécutive : Rengarajan Jaiprakash et Natia Nikoleishvili
- Sociétés de production :
- Société de distribution : Friday Entertainment
- Budget :
- Pays de production :  Inde
- Langue originale : hindi
- Format :
- Genre : Thriller d'aventures
- Durée : 150 minutes
- Dates de sortie :
  - Inde, Canada, France : 25 janvier 2024

## Distribution
- Deepika Padukone : Mini
- Hrithik Roshan : Patty
- Anil Kapoor
- Akshay Oberoi